# Dávid városa
Dávid városa (héber: עיר דוד, Ir David; arab: مدينة داوود, Madina Dawud) Jeruzsálem legrégibb lakott része és a város legfontosabb régészeti lelőhelye.
Az egykori, ókori Jeruzsálem eredeti magjának feltételezik.
A Sion városaként is emlegetett települést Dávid, Izrael második királya mintegy háromezer évvel ezelőtt foglalta el, akiről a nevét kapta.

## Helyszín
Dávid városa egy keskeny hegygerincen helyezkedik el, az óvárostól (egykori Jeruzsálemi templomtól) délre, a jelenlegi városfalon kívül, Sziloách (Silwan/Szilván)  negyedben, amely Kelet-Jeruzsálemhez tartozik. Keleten a Kidron-völgy alkot természetes határt.

## Nevezetességek
A Dávid városában található régészeti (nemzeti) park népszerű turisztikai látványosság.
Főbb bibliai és régészeti látványosságok itt: Siloám-medence és a hozzá vezető királyi lépcsősor, Ezékiás-alagút, Gihon-forrás, Dávid király palotájának maradványai, Warren-akna.

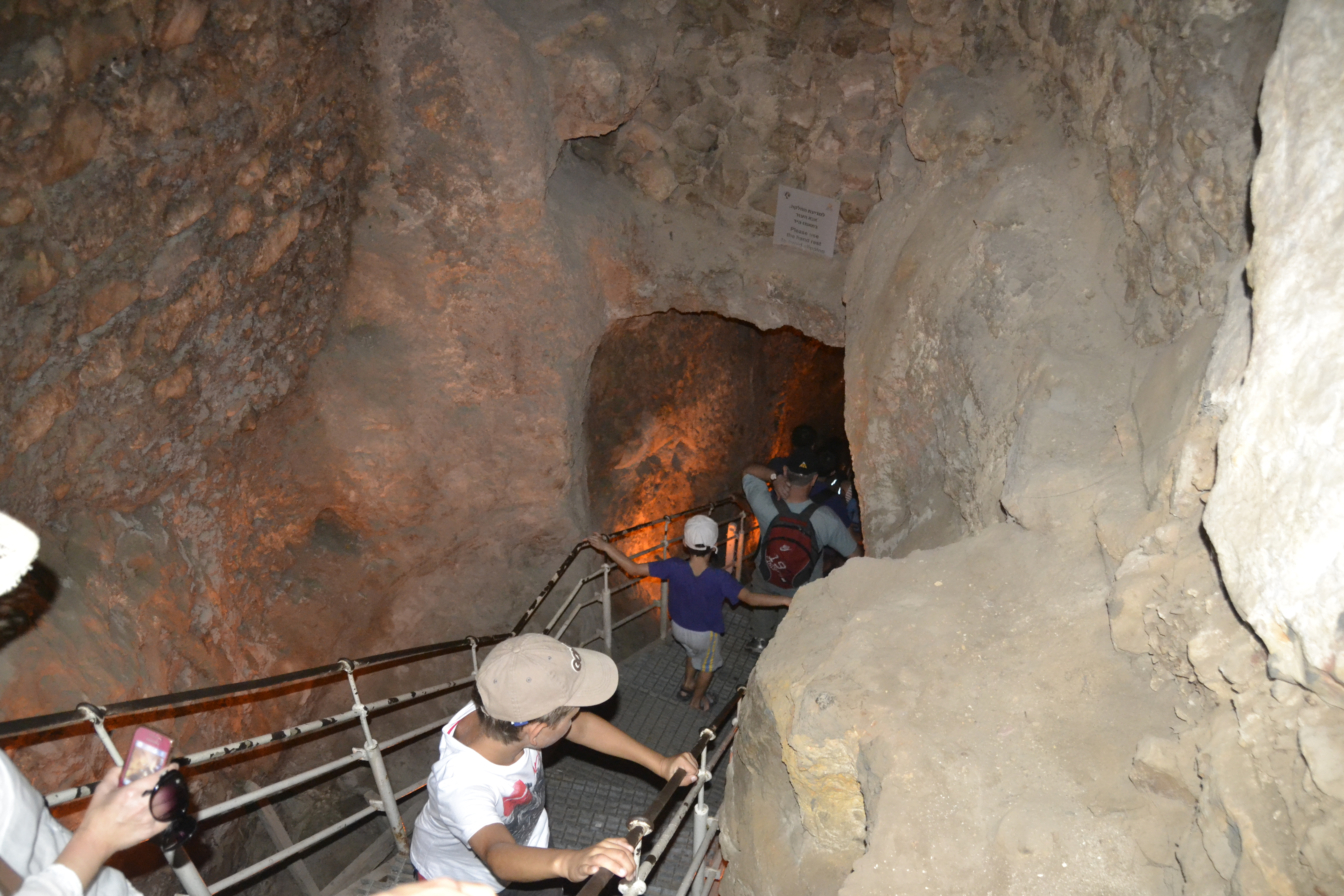
Lejárat a Gihon-forráshoz

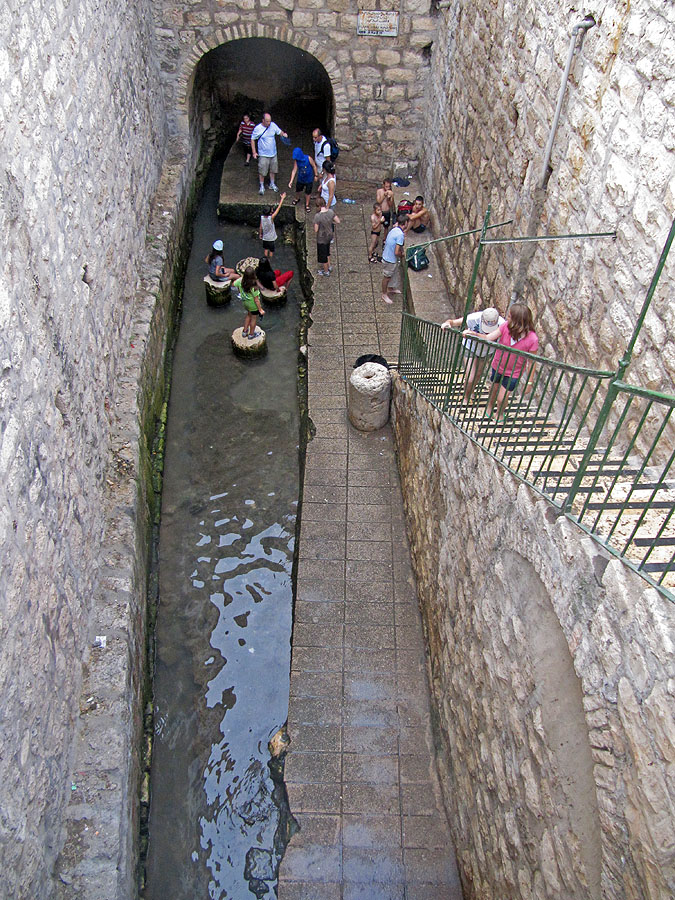
A Sziloách/Siloám-medence

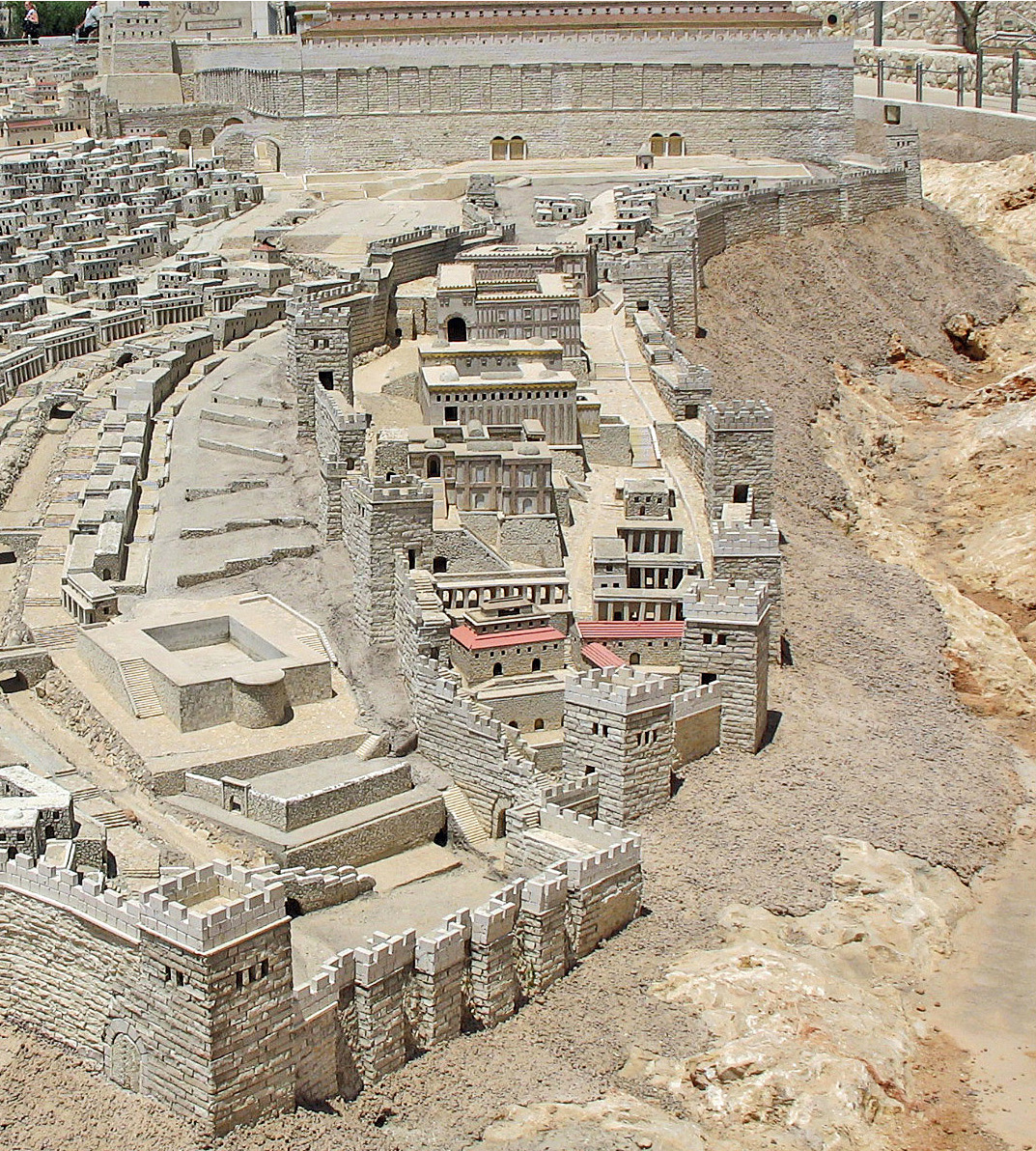
Dávid városának modellje a 2. templom idején (Izrael Múzeum)

- Gihon-forrás (wd)

A Gihon-forrás arab neve Én Umm-ed--Deredzs (نبع أم الدرج), a keresztények gyakran Mária-forrásnak nevezik. Vize Jézus és Josephus Flavius idejében (1. sz.) még iható volt.
Nevét a Biblia a Királyok I. könyvében említi először, hogy Salamont a forrás mellett kenték fel királynak.
A Kr. 8. században sziklába vájt alagúton juttatták a forrás vizét az óvárosi Chizkijáhu-medencébe.
A krónikák 2. könyvében olvasható hogy Ezékiás (Chizkijáhu) király így tárolt az ellenséges támadások idejére vizet a város lakossága számára.
- Hizkijáhu-alagút (wd)

A Hizkijáhu-, Ezékiás- vagy Sziloách/Siloám-alagút egy vízalagút, amelyet Dávid városa alatt az ókorban vájtak ki. Nevét Ezékiás (Hiszkija/Hizkijáhu) júdai királyról kapta.
Az alagút a Gihon-forrástól a Sziloách/Siloám-medencéig vezet. Ez légvonalban 335 m, de mivel zegzugosan halad, valójában 533 m hosszú. Végigjárható (kb. 20 perces út), de az alagút nagyon keskeny. Kb. félúton találkoztak egykor az alagutat két irányból fúrók. Az eseményt táblán örökítették meg: a hat soros Sziloách-felirat a legrégibb héber nyelvemlékek egyike.
- Sziloách-medence (wd)

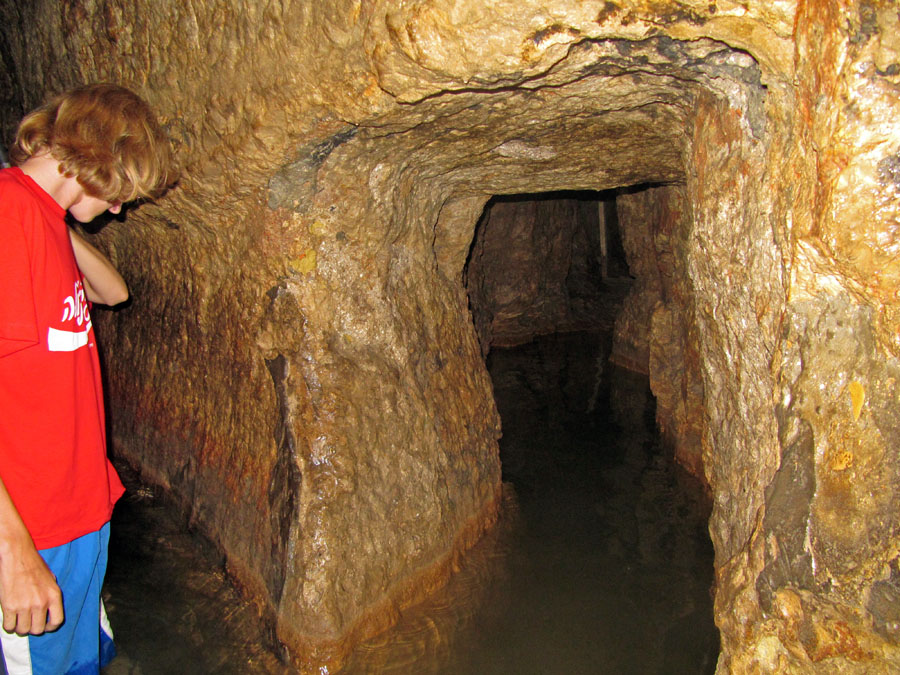
Hizkijáhu/Siloám-alagút

A Sziloách/Siloám-medence egy sziklába vájt medence volt Dávid városának déli lejtőjén. A medencét a Gihon-forrás vize táplálta, amellyel a Hizkijáhu-alagút vízvezetéke kötötte össze.
A medence az Újszövetségben is említve van, mint a vakon született emberrel történt csoda színhelye.
A mai víztároló mellett az 5. században keresztény templom állt. Ezt a perzsák lerombolták. Ma minaretes mecset van a helyén.
- Warren-akna (wd)

A Warren-akna a Gihon-forrás közelében fekszik; itt jutottak hozzá a föld alatti forrás vizéhez. A 19. században fedezték fel.
- Az ókori városfalak (wd) és Dávid király palotájának maradványai (wd)

Az ősi városfalak maradványait – amelyek egykor körbevették a várost – Dávid városának északi részén tárták fel a Kr. e. 10. századból.
A Gihon-forrás közelében a király palotája föníciai stílusban készült a Kr. e 10-9. században. A feltárást vezető izraeli régész, Eliat Mazar szerint valószínűleg Dávid király palotájának maradványait találták meg, ezt azonban más szakértők vitatják.

### Fordítás
- Ez a szócikk részben vagy egészben  a   Davidsstadt című német Wikipédia-szócikk fordításán alapul.  Az eredeti cikk szerkesztőit annak laptörténete sorolja fel. Ez a jelzés csupán a megfogalmazás eredetét és a szerzői jogokat jelzi, nem szolgál a cikkben szereplő információk forrásmegjelöléseként.
- Ez a szócikk részben vagy egészben  a   City of David című angol Wikipédia-szócikk fordításán alapul.  Az eredeti cikk szerkesztőit annak laptörténete sorolja fel. Ez a jelzés csupán a megfogalmazás eredetét és a szerzői jogokat jelzi, nem szolgál a cikkben szereplő információk forrásmegjelöléseként.